# Helina appendifolia
Helina appendifolia är en tvåvingeart som beskrevs av Wang och Xue 2004. Helina appendifolia ingår i släktet Helina och familjen husflugor. Inga underarter finns listade i Catalogue of Life.